# Аллегені (округ, Меріленд)
Шаблон:StateAbbr_ 39°38′ пн. ш. 78°41′ зх. д. / 39.63° пн. ш. 78.69° зх. д.
Округ Аллегені (англ. Allegany County) — округ (графство) у штаті Меріленд, США. Ідентифікатор округу 24001.

## Історія
Округ утворений 1789 року.

## Демографія
За даними перепису
2000 року
загальне населення округу становило 74930 осіб, зокрема міського населення було 55540, а сільського — 19390.
Серед мешканців округу чоловіків було 37319, а жінок — 37611. В окрузі було 29322 домогосподарства, 18896 родин, які мешкали в 32984 будинках.
Середній розмір родини становив 2,9.
Віковий розподіл населення поданий у таблиці:
| Стать    | До 15 років | 15-21 | 22-29 | 30-39 | 40-49 | 50-65 | 65-85 | Понад 85 |
| -------- | ----------- | ----- | ----- | ----- | ----- | ----- | ----- | -------- |
| Чоловіки | 6485        | 4137  | 4061  | 5735  | 5432  | 6159  | 4887  | 423      |
| Жінки    | 6024        | 4258  | 3208  | 4574  | 5012  | 6416  | 6875  | 1244     |

## Суміжні округи
- Бедфорд, Пенсільванія — північ
- Фултон, Пенсільванія — північний схід
- Вашингтон — схід
- Морган, Західна Вірджинія — південний схід
- Гемпшир, Західна Вірджинія — південь
- Мінерал, Західна Вірджинія — південний захід
- Ґерретт — захід
- Сомерсет, Пенсільванія — північний захід

## Виноски
1. ↑  U.S. Decennial Census. United States Census Bureau. Архів оригіналу за 26 квітня 2015. Процитовано 12 вересня 2014.
2. ↑  Historical Census Browser. University of Virginia Library. Архів оригіналу за 11 серпня 2012. Процитовано 12 вересня 2014.
3. ↑  Population of Counties by Decennial Census: 1900 to 1990. United States Census Bureau. Архів оригіналу за 31 жовтня 2014. Процитовано 12 вересня 2014.
4. ↑  Census 2000 PHC-T-4. Ranking Tables for Counties: 1990 and 2000 (PDF). United States Census Bureau. Архів оригіналу (PDF) за 18 грудня 2014. Процитовано 12 вересня 2014.
5. ↑  State & County QuickFacts. United States Census Bureau. Архів оригіналу за 6 червня 2011. Процитовано 20 серпня 2013. [Архівовано 2011-06-06 у Wayback Machine.](англ.) Наведено за англійською вікіпедією.
6. ↑  American FactFinder. Бюро перепису населення США. Архів оригіналу за 26 лютого 2012. Процитовано 31 січня 2008. [Архівовано 2008-05-21 у Wayback Machine.]

| США | Це незавершена стаття з географії США. Ви можете допомогти проєкту, виправивши або дописавши її. |